# Maréchal-ferrant
Pour le film, voir Le Maréchal-ferrant.
Le maréchal-ferrant est un artisan dont le métier consiste à ferrer les pieds des chevaux et autres équidés et à s'occuper de leur parage. Le ferrage des bovins de trait est aujourd'hui rarement pratiqué. C'est un métier vieux de plus de 2 000 ans (voir Fer à cheval). En 2007, on décomptait environ 1 600 maréchaux-ferrants en France.

## Origine du mot
Le terme de « maréchal » provient de l'ancien français marhskalk qui provient du germanique commun marhaz, mot apparenté ou descendant du celtique commun markos (cheval), et du germanique skalkaz « serviteur », littéralement : le serviteur chargé du soin des chevaux, qui désignait un domestique qui soignait les chevaux. Le mot a ensuite pris deux sens différents, désignant l'artisan chargé de ferrer les chevaux, et aussi l'officier responsable des chevaux. Le mot « maréchal-ferrant » a été créé pour distinguer ces deux métiers.

## Histoire
Le ferrage à clous apparaît au IXe siècle. Au Moyen Âge, le maréchal-ferrant a souvent des notions empiriques d'art vétérinaire et certains comme Giordano Ruffo (Rufus) et Lorenzo Rusio ont rédigé des traités d'hippiatrie. Dans les haras princiers comme celui de Cercamp à Frévent, propriété de Robert II d'Artois, ou celui de Brazey-en-Plaine en Bourgogne actif de 1387 à 1432, le maréchal-ferrant est souvent appelé pour soigner des affections courantes, gale, morve, lésions des pieds ; il connaît certains principes d'hygiène comme d'isoler les animaux contagieux. Les statuts professionnels, comme celui de Rouen en 1464, spécifient que le maréchal-ferrant doit savoir faire la cure des chevaux comme travailler le fer. Des maréchaux-ferrants accompagnent les armées pour veiller à la santé des chevaux. En revanche, les maréchaux-ferrants, comme les hippiatres savants, semblent n'avoir qu'une faible pratique de l'obstétrique.
Au XIIIe siècle, les maréchaux-ferrants étaient compris dans l'ensemble des ouvriers travaillant le fer, désignés sous le nom générique de fèvres. Ils obtiennent leur indépendance en 1463 par un arrêt leur « laissant désormais la spécialité du ferrage et du pansage des chevaux ». Ils obtiennent le privilège de travailler la nuit et d'employer un nombre illimité d'apprentis du fait de l'importance de leur travail. Un arrêt de 1604 leur donne raison contre les courtiers qui voulaient avoir l'exclusivité du commerce des chevaux.
En 1747, l'encyclopédie de Diderot & d'Alembert indique le maréchal comme ferrant et opérant, le dissociant du maréchal ordinaire qui ne s'occupe pas de chevaux, mais seulement de forge et principalement de charronnage.

## Qualités requises
Pour être un bon maréchal-ferrant :

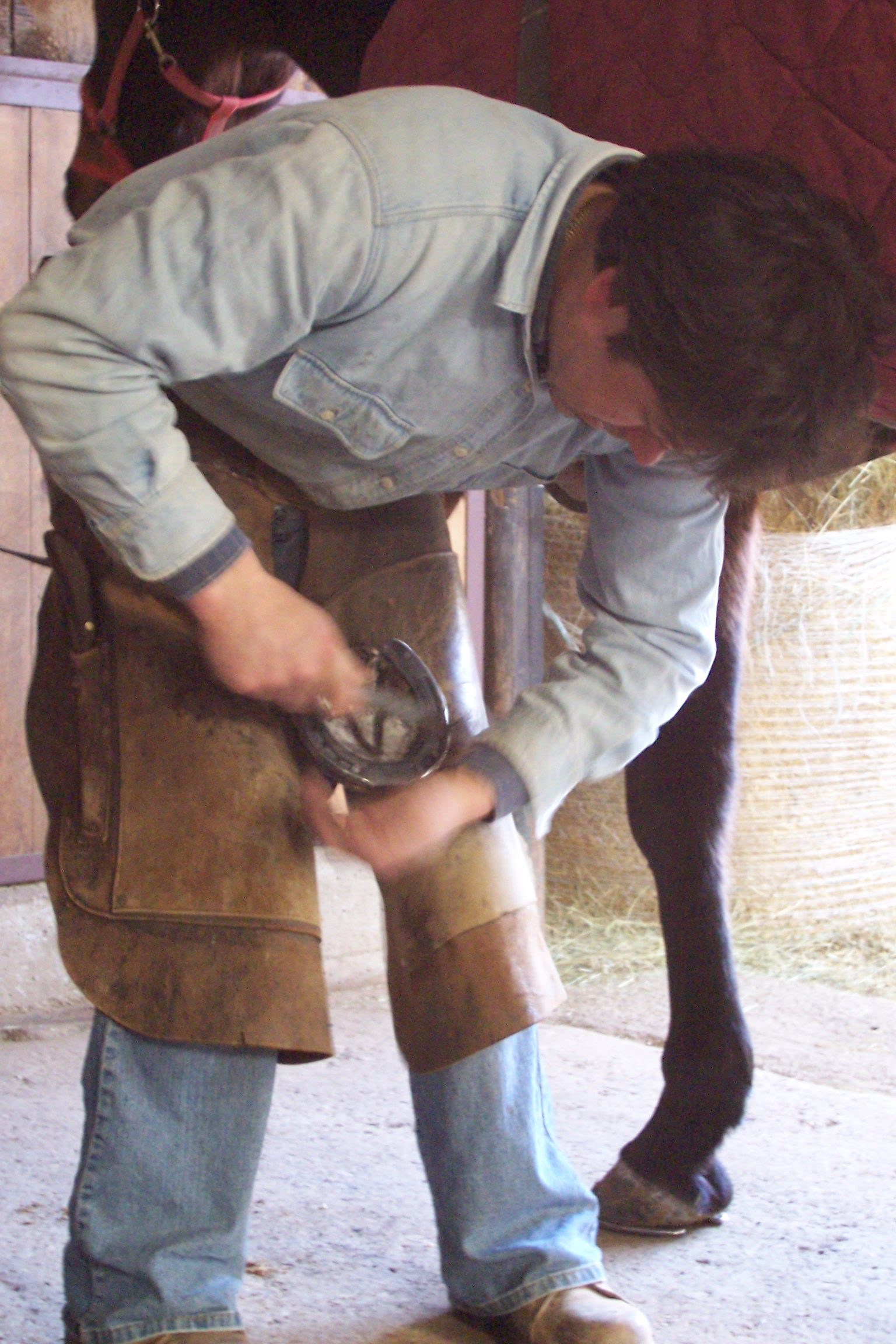
Un maréchal-ferrant au travail (2006).

- il faut connaître l'anatomie particulière du cheval, de ses membres et de ses pieds, les « défauts d'aplomb », ainsi que les différentes causes de boiteries et apprendre comment parer le pied, ou sabot ;
- il faut apprendre à forger, car si un maréchal-ferrant ne forge que rarement les fers qu'il utilise, il faut toujours « tourner », ou ajuster les fers à la forme des pieds du cheval. En orthopédie, il est fréquent de devoir fabriquer des fers que la pathologie exige et qui ne se trouvent pas forcément dans le commerce et/ou qui ne sont pas sous la main lorsque le maréchal en a besoin ;
- il faut être patient et attentif afin de pouvoir manipuler les chevaux. Le maréchal-ferrant est souvent connu pour sa capacité à se faire respecter des chevaux ;
- avoir une bonne condition physique car le métier réclame une bonne résistance physique pour tenir les pieds et travailler pendant de longs moments en position genoux fléchis et dos courbé, difficultés accentuées lorsqu'un cheval est peu coopératif ;
- enfin, il faut être disponible, car de même que les vétérinaires, un maréchal-ferrant est parfois appelé pour des cas d'urgences, tels que des fourbures ou des abcès, qui requièrent des interventions rapides ;

Ce métier exige des connaissances, une bonne habileté manuelle, de l'observation, de la réflexion et une grande disponibilité.

## Exercice du métier

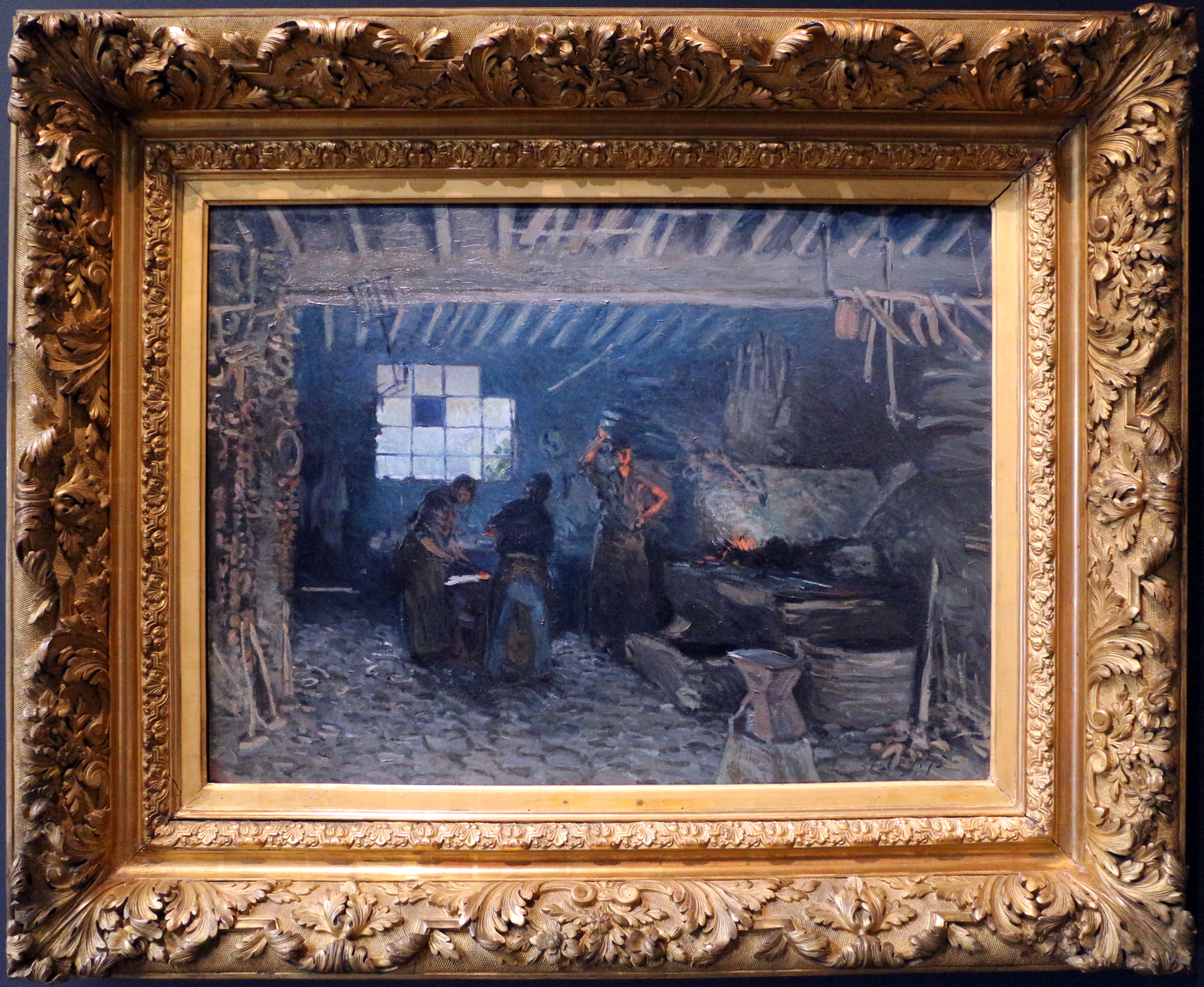
Alfred Sisley, La Forge à Marly-le-Roi (1875).

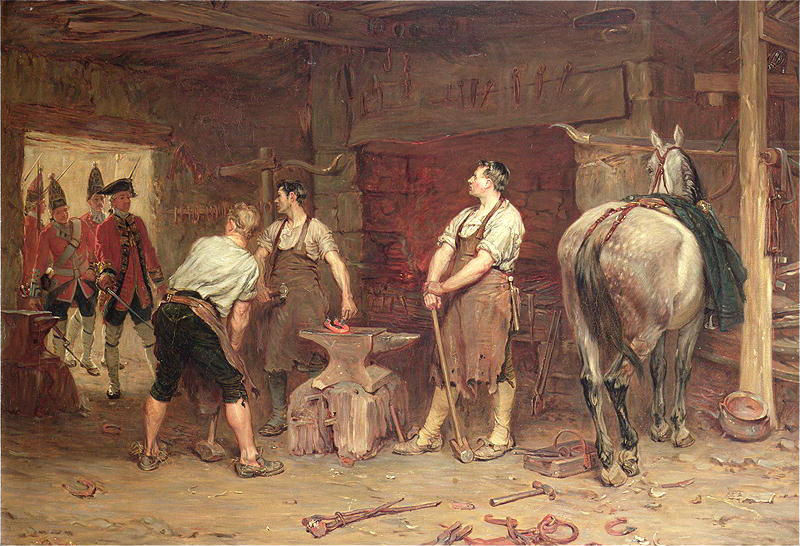
After Culloden - Rebel Hunting, tableau de John Seymour Lucas représentant un atelier de maréchal-ferrant (1884).

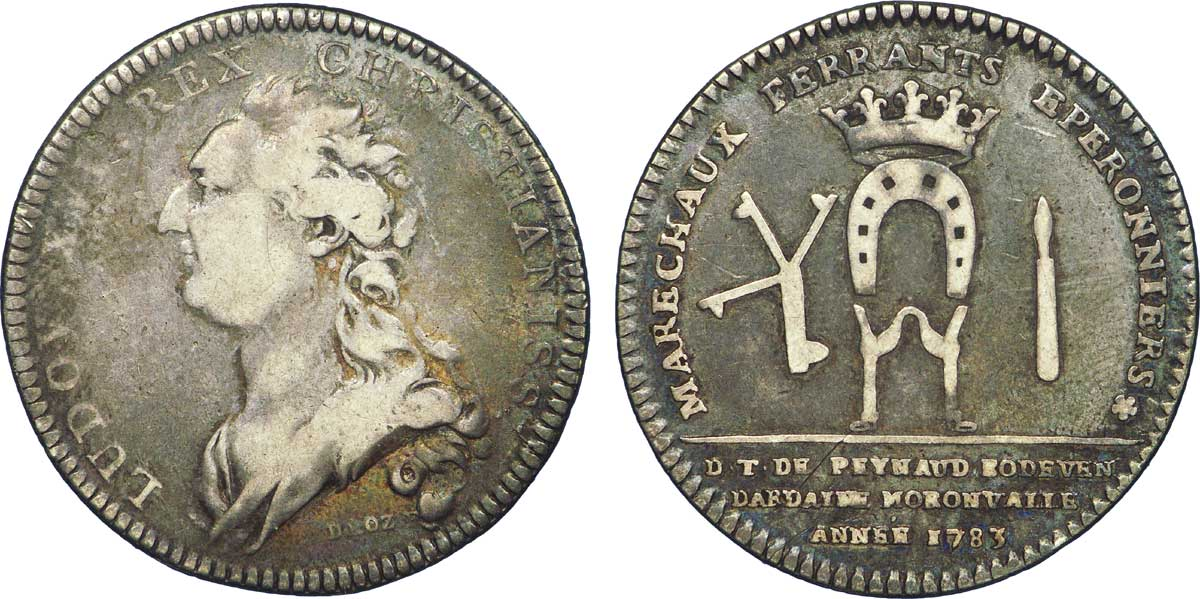
Jeton de la corporation française des maréchaux-ferrants et éperonniers (1783).

Autrefois, le propriétaire d'un cheval le menait au maréchal-ferrant. De nos jours, ce dernier se déplace sur le lieu du travail à accomplir et dispose de tous les outils nécessaires dans une camionnette : fers, forge à gaz (four), seaux, licols, tabliers, marteaux et autres outils… De nos jours, le maréchal-ferrant ne forge plus lui-même les fers à cheval à l'exception notable de ceux de la Garde républicaine.
Un maréchal-ferrant peut exercer en tant que salarié ou en tant qu'artisan indépendant. Il gagne généralement bien sa vie mais à condition de ne pas compter ses heures et son effort. Le métier est réputé usant avec le temps à cause de la position inconfortable qu'il impose. Par conséquent, la plupart des maréchaux-ferrants se reconvertissent après une vingtaine d'années de métier.

## Formation
En France, jusqu'en 1997, aucun diplôme n'était requis pour l'exercice du métier. Depuis 1997, il faut au moins le CAPA, le BEPA activités hippiques, option maréchalerie ou le Certificat technique des métiers (CTM). Il existe également le Brevet Technique des Métiers (BTM) diplôme de niveau 4 orienté sur l'orthopédie.
Le métier de maréchal-ferrant est de nouveau en essor pour accompagner l'augmentation du nombre de chevaux [contexte nécessaire].
En Suisse, en 2020, on compte 300 maréchaux-ferrants dont six femmes.

## Compétition

### États-Unis
Depuis 2006, les championnats du monde sont organisés par l’entité américaine WCB (World Championships Blacksmiths) et se développent sur la base d’une compétition itinérante qui sillonne l’ensemble du territoire américain.
Quatre catégories de participants sont recensées :
- les novices (apprentis),
- les intermédiaires (BTM),
- les open (professionnels),
- les vétérans (plus de 45 ans)[7]

### Europe
En France, les championnats sont organisés par l'association Lorraine Maréchalerie selon la catégorisation américaine. La manifestation est l’occasion de présenter une exposition sur le matériel de maréchalerie et de voir à l’œuvre les plus grands spécialistes européens de la forge de fers à cheval.

## Outils

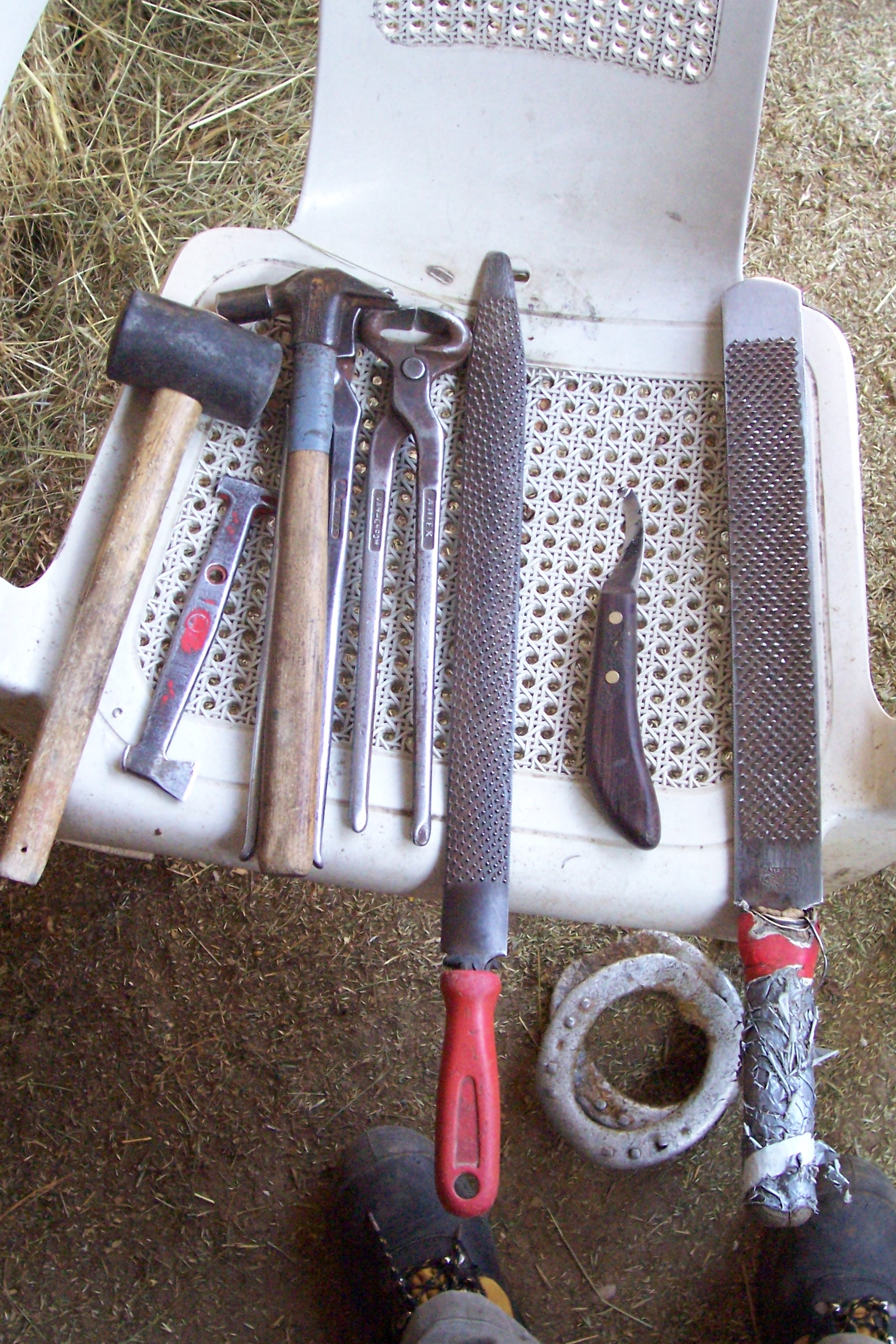
Mailloche, dégorgeoir, brochoir, tricoise, rape demi ronde, rénette, rape plate.

- Les affiloirs et affûtoirs servent à maintenir le tranchant des outils. Certains maréchaux utilisent aussi une pierre à eau.
- Le boutoir est un instrument destiné à parer la corne, bien qu'il ne soit plus guère utilisé aujourd'hui, remplacé par le rogne pied.
- Le brochoir est un marteau qui sert à brocher les clous.
- Le compas de pied sert à mesurer précisément les angles de la corne en ferrure orthopédique.
- Le dégorgeoir sert à créer une logette dans la paroi du pied pour y enfouir le rivet.
- Le dérivoir est un instrument destiné à redresser les rivets des clous, afin d'enlever le fer.
- L'enclume sert à marteler les fers et à leur donner la tournure.
- La forge, autrefois au charbon, maintenant au gaz, sert à chauffer les fers pour les tourner c’est-à-dire les adapter à la forme du pied.
- La mailloche est un marteau léger, souvent à tête nylon, destiné à parer le pied.
- L'étampe sert à rajouter un trou (étampure) au fer.
- La pince à parer est une pince aiguisée, servant à couper la corne.
- La pince à river est une pince destinée à recourber l'extrémité des clous (river).
- La pince à sonder sert à tester la sensibilité du pied et à détecter des hématomes (bleimes) ou des abcès.
- La râpe sert au travail de finition du parage.
- La rénette est un instrument à lame courbe destiné à dégager les fourchettes.
- Le rogne pied est une lame droite aiguisée destinée à parer la corne.
- Le tablier de peau en cuir protège les jambes du maréchal.
- La tenaille de forge est une tenaille à bouts aplatis servant à manipuler les fers brûlants.
- La tricoise est une sorte de tenaille destinée à couper les clous et est parfois utilisée dans l'étape du brochage.

## Dans la culture
Deux disques du groupe Ange sont conçus autour d'un maréchal-ferrant de Saulnot, Émile Jacotey (né en 1890 et mort en 1978) dont on entend la voix racontant quelques souvenirs sur « Émile Jacotey » (vinyle 1975) et « Émile Jacotey Résurrection » (CD 2014).